# 蒙古营站
蒙古营站，位于中國内蒙古自治区乌兰察布市卓资县，邮政编码012312，建于1989年，是京包铁路的一个车站。离北京站611公里，离包头站221公里。距上行车站三道营站7公里，距下行车站旗下营站6公里。该站隶属呼和浩特铁路局。不办理客货运业务，为五等车站，本站及相邻上下行区间均为电气化区段。